# Mundial de Duplas Mistas de Snooker de 2022
O Mundial de Duplas Mistas de 2022 ou World Mixed Doubles de 2022, também conhecido oficialmente como BetVictor World Mixed Doubles 2022 por questões de patrocínio, foi um torneio profissional de snooker por equipes não pontuável para o ranking que aconteceu em 24 a 25 de setembro de 2022 na Marshall Arena em Milton Keynes, na Inglaterra. Organizado pela World Snooker Tour [circuito mundial de snooker] e patrocinado pela casa de apostas BetVictor, o evento foi televisionado pela ITV. Foi a primeira realização do torneio desde a edição de 1991, quando Steve Davis e Allison Fisher derrotaram Stephen Hendry e Stacey Hillyard por 5–4 na final em Hamburgo. A prova contou com uma premiação total de 140 mil libras esterlinas, cujos vencedores levaram para casa um cheque de 60 mil libras esterlinas (30 mil libras esterlinas para cada um da dupla vencedora).
O evento contou com a participação dos quatro primeiros jogadores do ranking mundial de snooker masculino e das quatro primeiras jogadoras do ranking mundial de snooker feminino (em inglês:  World Women's Snooker). As equipes foram selecionadas por meio de um sorteio realizado em 6 de agosto de 2022. Ronnie O'Sullivan fez dupla com Reanne Evans, Judd Trump com Ng On-yee, Mark Selby com Rebecca Kenna e Neil Robertson com Mink Nutcharut. O torneio foi disputado no sistema de todos contra todos [sistema de pontos corridos] com partidas de quatro frames, seguido por uma final entre os dois primeiros colocados.
Apesar de perder suas duas primeiras partidas na fase classificatória, Robertson e Mink derrotaram Trump e On-yee por 4–0 em sua última partida do todo contra todos para chegar à final, onde derrotaram Selby e Kenna por 4–2 para vencer o torneio. Selby fez o maior break [entrada] do evento: 134 pontos.

## Visão geral
Antes da edição de 2022, o Mundial de Duplas Mistas tinha sido disputado pela última vez em 1991. Em 1991, o evento foi disputado em Hamburgo, na Alemanha, e foi vencido por Steve Davis e Allison Fisher, que derrotaram Stephen Hendry e Stacey Hillyard por 5–4 na final. A edição de 2022 foi disputada com quatro times formados pelos quatro melhores jogadores da World Snooker Tour [circuito mundial masculino] e as quatro melhores jogadoras da World Women's Snooker Tour [circuito mundial feminino]. O evento aconteceu nos dias 24 e 25 de setembro de 2022 na Marshall Arena em Milton Keynes, na Inglaterra. Patrocinado pela casa de apostas BetVictor, o evento foi televisionado pela ITV. As quatro equipes competiram em um torneio de todos contra todos com partidas disputadas no melhor de quatro frames. As duas equipes que ganharam mais frames na fase classificatória avançaram para a final, disputada no melhor de sete frames.
As equipes foram selecionadas por meio de um sorteio realizado em 6 de agosto de 2022. O vencedor do Campeonato Mundial de Snooker de 2022, Ronnie O'Sullivan, fez dupla com Reanne Evans, 12 vezes vencedora do Campeonato Mundial de Snooker Feminino, Judd Trump, vencedor do Campeonato Mundial de Snooker de 2019, com Ng On-yee, Mark Selby com Rebecca Kenna, e Neil Robertson com a atual campeã mundial feminina Mink Nutcharut.

## Premiação
O evento teve uma premiação total de 140 mil libras esterlinas, sendo 60 mil libras esterlinas a parte dos vencedores (30 mil libras esterlinas para cada). A distribuição dos prêmios (prize money) para o evento foi a seguinte:
| Posição               | Prêmio                                                        |
| --------------------- | ------------------------------------------------------------- |
| Campeões              | 60 000 libras esterlinas (40 000 libras esterlinas para cada) |
| Vice-campeões         | 40 000 libras esterlinas (20 000 libras esterlinas para cada) |
| 3º colocados no grupo | 20 000 libras esterlinas (10 000 libras esterlinas para cada) |
| 4º colocados no grupo | 20 000 libras esterlinas (10 000 libras esterlinas para cada) |
| Total                 | 140 000 libras esterlinas                                     |

## Resumo
Todas as partidas da fase classificatória foram no melhor de quatro frames, com as duas primeiras partidas disputadas em 24 de setembro. On-Yee e Trump venceram o primeiro frame no jogo contra O'Sullivan e Evans, antes de Trump fazer um break de 75 para assumir uma vantagem por 2–0. Eles também venceram o terceiro frame e Evans fez uma entrada de 62 pontos no frame final da partida. No frame de abertura da próxima partida, Selby fez o maior break do evento, um 134 contra Robertson e Mink. Robertson fez um de 64 no próximo frame, mas venceu apenas um frame, já que Selby fez breaks de 40 e 64 para vencer por 3–1.
A final foi disputada no melhor de sete frames em 25 de setembro. Robertson e Mink derrotaram Selby e Kenna por 4–2.

## Jogos

### Fase de grupos
Os resultados da fase de grupos são mostrados abaixo. As duplas em negrito denotam as vencedoras das partidas.
| Pos. | Dupla                          | V | E | D | MB  | FV |
| ---- | ------------------------------ | - | - | - | --- | -- |
| 1    | Mark Selby Rebecca Kenna       | 3 | 0 | 0 | 134 | 9  |
| 2    | Mark Selby Mink Nutcharut      | 1 | 0 | 2 | 74  | 6  |
| 3    | Ronnie O'Sullivan Reanne Evans | 1 | 0 | 2 | 111 | 5  |
| 4    | Judd Trump Ng On-yee           | 1 | 0 | 2 | 75  | 4  |

| O'Sullivan / Evans | 1–3 | Trump / On-yee   |
| Selby / Kenna      | 3–1 | Robertson / Mink |
| O'Sullivan / Evans | 3–1 | Robertson / Mink |
| Trump / On-yee     | 1–3 | Selby / Kenna    |
| O'Sullivan / Evans | 1–3 | Selby / Kenna    |
| Trump / On-yee     | 0–4 | Robertson / Mink |

### Final
| Final: Melhor de 7 frames. Árbitro: Desislava Bozhilova Marshall Arena, Milton Keynes, Inglaterra, 26 de stembro de 2022. |                 |                               |
| Mark Selby Rebecca Kenna                                                                                                  | 2–4             | Neil Robertson Mink Nutcharut |
| 108–8 (107), 0–78 (69), 23–61, 25–75 (67), 82–0, 6–105                                                                    |                 |                               |
| 107 | Break mais alto | 69                            |
| 1 | Century breaks  | 0                             |
| 1 | Breaks de 50+   | 2                             |

## Century breaks
Um total de três century breaks foram feitos durante o evento. O maior deles foi de 134 pontos e a façanha foi feita por Selby no primeiro frame do jogo na fase de grupos contra Robertson and Mink.
- 134, 107 – Mark Selby
- 111 – Ronnie O'Sullivan